# Arctia latimarginata
Arctia latimarginata là một loài bướm đêm thuộc phân họ Arctiinae, họ Erebidae.